# Clockwork Princess
Clockwork Princess är skriven av Cassandra Clare och är den tredje och sista boken i ungdomsboktrilogin The Infernal Devices. Den publicerades den 19 mars 2013.
Den engelska ljudboken är inläst av Teen Wolf-stjärnan Daniel Sharman.

## Handling
Tessa Gray borde vara glad - är inte alla brudar lyckliga? Men när hon förbereder sig för sitt bröllop med Jem Carstairs, börjar ett nät av skuggor att dra sig runt omkring de Shadowhunters som bor i institutet i London. En ny demon visar sig vara förenad genom blod och hemlighetsmakeri till Magistern, mannen som planerar att använda sin armé av skoningslösa automater till att förstöra Shadowhunters. Han behöver bara en sista sak för att slutföra sin plan för förstörelse. Han behöver Tessa. Tessa vet att Axel Mortmain är Magistern, och han kommer för henne, men inte var eller när han kommer att slå till. Charlotte Branwell, chefen för institutet i London, försöker desperat att hitta Mortmain först. Och pojkarna som lägger anspråk på Tessas hjärta, Jem och Will, gör allt för att rädda henne. För även om Tessa och Jem nu är förlovade och Will vet att han borde tvinga sig själv att hitta någon annan att vara med, är han mer kär i henne än någonsin. Med de sista orden i en döende Shadowhunters bosättning finns en ledtråd som kan leda Tessa och hennes vänner till Mortmain.
Men Shadowhunters på institutet i London kan inte stå ensamma, och i deras hemland Idris tvivlar Clave på deras påståenden om att Mortmain kommer. Övergiven av dem som borde vara deras allierade och med sina fiender som kommer närmare finner sig Shadowhunters fångade när Mortmain tar det läkemedel som är allt som håller Jem levande. Med sin bästa vän för döden är det upp till Will att riskera allt för att rädda den kvinna som de båda älskar. För att köpa Will tid ansluter sig warlocken Magnus Bane med Henry Branwell att skapa en enhet som kan hjälpa dem att besegra Magistern. När de som älskar Tessa arbetar för att rädda henne, och framtiden för de Shadowhunters som bor med henne, inser Tessa att den enda person som kan rädda henne är hon själv, och i upptäckten av sin egen sanna natur börjar Tessa att lära sig att hon är starkare än hon någonsin drömt om. Men kan en enda kvinna, även en som kan befalla kraften hos änglar, kämpa mot en hel armé? Fara och svek, hemligheter och förtrollning, och tilltrasslade trådar av kärlek och förlust flätas samman när Shadowhunters pressas till randen av förstörelse i den hisnande avslutningen på The Infernal Devices-trilogin.